# Fernand Baudhuin
Fernand Baudhuin (Wanfercée-Baulet, 14 december 1894 - Leuven, 25 mei 1977) was een Belgisch econoom, journalist en hoogleraar aan de Katholieke Universiteit Leuven.

## Biografie
Fernand Baudhuin liep school aan het Collège Notre-Dame de la Paix in Namen en het Collège du Sacré-Cœur in Charleroi. Hij promoveerde in 1920 tot doctor in de rechten en in 1924 tot doctor in de politieke en diplomatieke wetenschappen aan de Katholieke Universiteit Leuven. Hij was vanaf 1924 hoogleraar aan de École de commerce en vanaf 1928 aan de rechtenfaculteit van de Leuvense universiteit. Van 1925 tot 1936 doceerde hij ook aan de Rijkshandelshogeschool in Antwerpen. In 1965 ging Baudhuin met emeritaat.
Hij was journalist voor het dagblad La Libre Belgique, waarvoor hij van 1931 tot 1977 wekelijks een economische bijdrage schreef. Van 1928 tot 1959 had hij ook een economische rubriek in het tijdschrift Revue générale belge. Baudhuin was tevens voorzitter van het Agence économique et financière de Bruxelles.
Als hoogleraar en journalist had Baudhuin een grote invloed op studenten, ondernemers, bedrijfsleiders en de publieke opinie en het economische gebeuren in België. Hij was een pionier op vlak van nationale rekeningen en publiceerde als eerste schattingen van het nationaal inkomen. Hij speelde samen met een groep Leuvense econoom waaronder Léon Dupriez een belangrijke rol bij de devaluatie van de Belgische frank in 1935. Hij bekritiseerde de deflatiepolitiek van de regering-Theunis IV. Namens de Société belge d'études et d'expansion pleitte hij op 14 maart 1935 voor een devaluatie. De regering trad enkele dagen later af en maakte plaats voor een nieuwe regering onder leiding van Paul van Zeeland, vicegouverneur van de Nationale Bank, die de devaluatie doorduwde en de deur voor economisch herstel openzette. Baudhuin verzette zich tegen de muntsaneringsoperatie van financiënminister Camille Gutt na de bevrijding in 1944. Ook was hij voorstander van de goudstandaard en niet van de goudwisselstandaard, die volgens hem voor de inflatie van de jaren 1960 en 1970 zorgde. Hij voorspelde hij als een van de weinige economen het einde van het internationale systeem van Bretton Woods. Hij bekleedde verschillende publieke mandaten:
- raadgever op het kabinet van de minister van Nijverheid en Arbeid (1934) en de minister van Financiën (1935)
- lid van de Hoge Raad voor de Statistiek
- lid van de Hoge Raad van Financiën
- voorzitter van de Commission de la comptabilité nationale
- jurylid van het Vast Wervingssecretariaat
- lid van het Comité voor de Studie van Kredieten aan Ontwikkelingslanden (Verenigde Naties, 1953)
- Belgisch afgevaardigde bij de Economische en Sociale Raad van de Verenigde Naties (1954)

Hij ontving een eredoctoraat van de Universiteit van Toulouse.

## Selecte bibliografie
- La dévaluation du franc belge. Une opération délicate parfaitement réussie, Brussel, Éditions universelle 1935.
- Histoire économique de la Belgique, 1914-1939, 2 vol., Brussel, Bruylant, 1944.
- L'économie belge sous l'occupation, 1940-1944,, Brussel, Bruylant, 1945.
- Code économique et financier - Introductions économiques et textes annotés de la législation belge, 2 vol., Brussel, Bruylant, 1954.
- Histoire économique de la Belgique, 1945-1956, Brussel, Bruylant, 1958.
- Belgique 1900-1960, Leuven, Institut de Recherches économique et sociale de Louvain, 1961.
- Code économique et financier - mise à jour, Brussel, Bruylant, 1964.
- Histoire économique de la Belgique, 1957-1968, Brussel, Bruylant, 1970.
- Principes d'économie contemporaine, 4 vol., Verviers, Marabout, 1975. (4e editie)
- Dictionnaire d'économie contemporaine, Verviers, Marabout, 1977. (5e editie)